# Anisogomphus solitaris
Anisogomphus solitaris là một loài chuồn chuồn ngô thuộc họ Gomphidae. Nó là loài đặc hữu của Sri Lanka. Môi trường sống tự nhiên của nó là các con sông. Nó bị đe dọa do mất môi trường sống.